# Neisseria oralis
Neisseria oralis – gatunek Gram-ujemnej bakterii występujący w ludzkiej płytce poddziąsłowej. Bakteria ta tworzy nieruchliwe dwoinki o średnicy 0,5 mikrometra. Jej żółte okrągłe kolonie osiągają 1–1,5 mm średnicy po 48 godzinach hodowli w 37 °C. N. oralis wytwarza katalazę,  jest także zdolna do redukcji azotanów do azotynów. Bakteria ta przystosowana jest również do fermentacji glukozy, maltozy i sacharozy, niektóre szczepy fermentują również laktozę. Gatunek ten jest blisko spokrewniony z Neisseria lactamica. Dokładna pozycja taksonomiczna N. oralis jest jednakowoż kwestionowana. Analiza filogenetyczna z użyciem genomu rdzeniowego rodzaju Neisseria a także 53 rybosomalnych genów wykonana przez Bennet et al., (2013) pokazała, że Neisseria oralis może należeć do tego samego gatunku co biotyp heidelbergensis gatunku Neisseria mucosa, również mający niepewną pozycję taksonomiczną. 